# Lancia da cinghiale

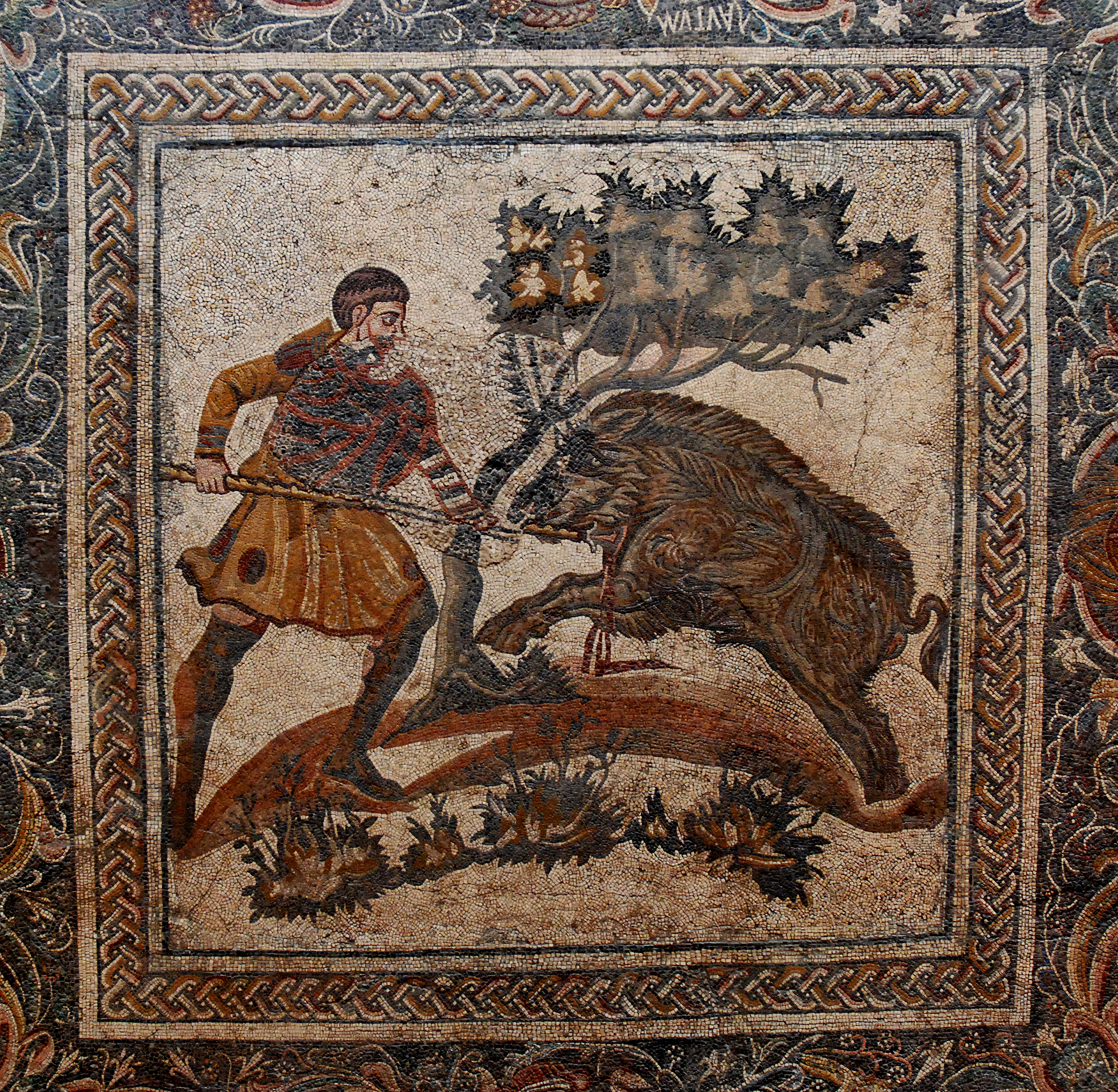
Caccia al cinghiale con lancia - mosaico del IV secolo.

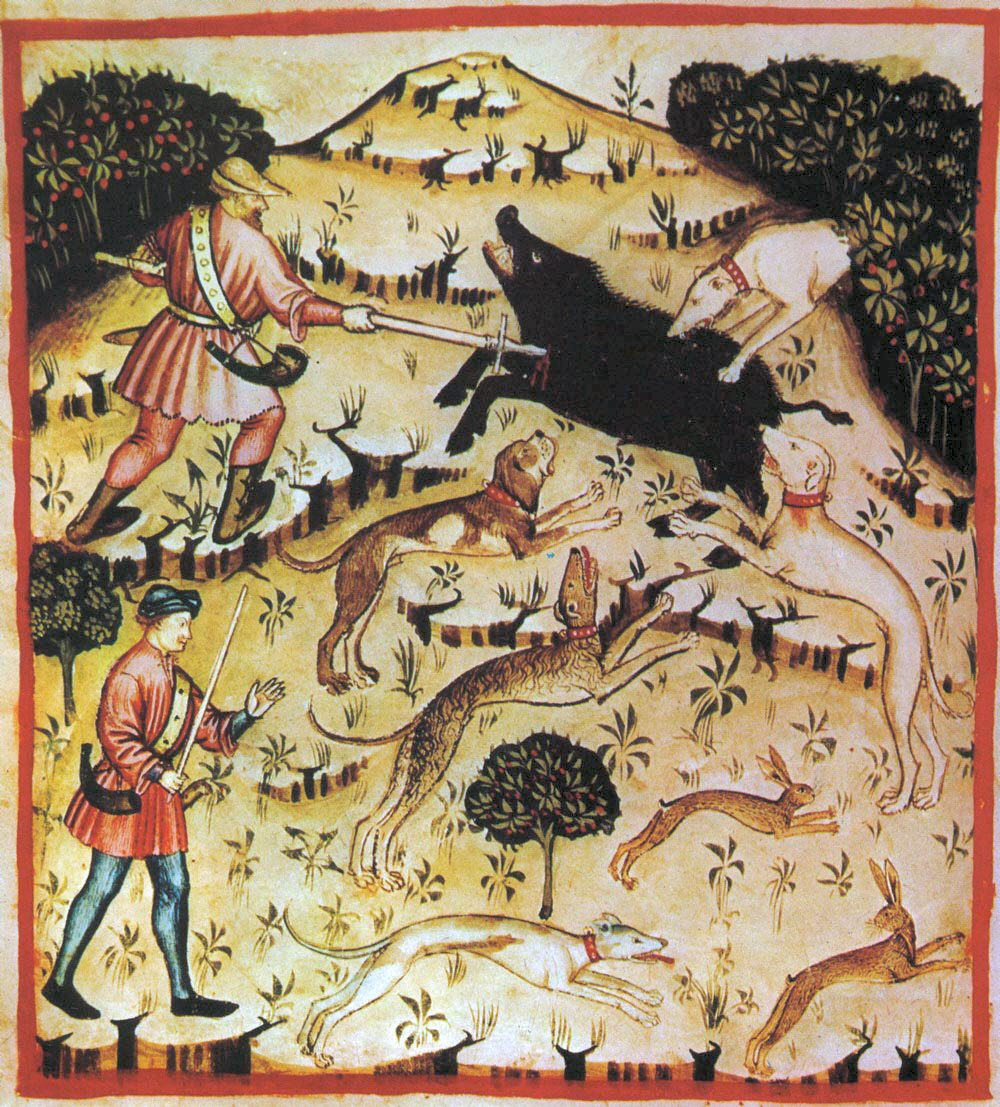
Caccia al cinghiale con lancia ed i cani - manoscritto del XIV secolo.

La lancia da cinghiale (boar spear in lingua inglese; Saufeder in lingua tedesca) è un tipo di lancia inventata e largamente usata dai barbari Germani durante il periodo romano. Montata su di un'asta relativamente corta e pesante, l'arma presenta punta metallica a losanga, caratterizzata dai lug, altrimenti detti "ali", sulla gorbia, atti a bloccare la lama tra le carni del cinghiale nel caso in cui la fiera tenti di caricare il cacciatore impegnato ad impalarlo.
La lancia da cinghiale divenne poi popolare anche come arma da guerra, poiché i lug potevano essere utilizzati per uncinare lo scudo del nemico e strapparglielo durante il combattimento o per prevenire il colpo di un'altra lancia, spingendola via. Queste armi rimasero in uso per tutto l'Alto medioevo, cadendo in disuso via via che andava diffondendosi l'uso della lancia da giostra. Nel XV secolo venne usata una variante con una punta più lunga chiamata chiavarina, espressamente designata all'uso bellico.
La lancia da cinghiale non deve essere confusa con la rogatina utilizzata per la caccia all'orso.
Nella moderna caccia al cinghiale, alcuni cacciatori ricorrono ancora al modello medievale della caccia con i cani e la lancia.

## Storia

### Premessa
La caccia al cinghiale ha sempre rivestito un ruolo molto importante nelle culture dei popoli indoeuropei, connaturandosi non solo come una pratica dettata da un bisogno alimentare o come uno svago ma spesso come una prova di coraggio e di virilità data la pericolosità della preda. Presso gli antichi romani, per esempio, la prima battuta di caccia al cinghiale rivestiva un ruolo iniziatico fondamentale nel passaggio all'età adulta. Parimenti, l'uccisione del suino selvatico era uno spettacolo molto apprezzato negli anfiteatri dei piccoli centri rurali lontani dal grande circuito gladiatorio di Roma e Capua.

### Origini
Lo sviluppo di un'arma inastata precipua per l'uccisione del cinghiale si colloca al tempo dell'Impero romano ma non presso le popolazioni latino-italiche. La lancia da cinghiale fu infatti invenzione dei barbari germani, un insieme di popoli la cui cultura gravitava intorno alla pratica venatoria ed all'interno della quale le figure delle fiere (cinghiali, orsi e lupi) rivestivano un ruolo simbolico fondamentale. Arma massiccia e pesante, dotata di "ali" d'arresto (lug) per tenere la fiera a distanza di sicurezza dal cacciatore, la Saufeder veniva utilizzata per liquidare il cinghiale dopo che questo era stato intrappolato e fiaccato dai cani.
Per parte loro, i germani ricorsero all'uso della Saufeder anche in campo bellico. La robustezza dell'arma le garantiva infatti buone capacità di penetrazione delle corazze e degli scudi nemici. La presenza delle "ali" rendeva inoltre la lancia capace di agganciare lo scudo nemico o di deviare un colpo portato da altra lancia o spada.
Arruolati in modo sempre più sistematico come mercenari da Roma a partire dal II secolo, i germani vi diffusero l'uso della lancia dotata di punta massiccia ed "ali" d'arresto sia come arma da caccia che come arma vera e propria. La sempre più massiccia germanizzazione dell'Impero garantì, entro il IV secolo, un posto alla Saufeder nella produzione figurativa dell'Arte romana, lasciandoci testimonianza dell'arma e del suo utilizzo in diversi mosaici.

### Sviluppi medievali
Durante tutto l'Alto Medioevo, la medesima tipologia di lancia venne indiscriminatamente utilizzata per la caccia al cinghiale e per la battaglia dai guerrieri romano-barbarici prima (visigoti, ostrogoti, vandali, burgundi, longobardi, franchi ecc.) e dai soldati del Sacro Romano Impero poi. Nell'Europa Settentrionale, le popolazioni vichinghe, ancora esterne al bacino culturale dell'Europa Carolingia, raffiguravano il sommo dio-guerriero Odino armato della sacra lancia Gungnir presentante i lug tipici della lancia da cinghiale. Parimenti, anche la Lancia Sacra, simbolo del Sacro Romano Impero Germanico, è una Saufeder sovraccaricata da due finte-lame che corrono dai lug alla punta della lama modificandone il profilo originario.
La successiva evoluzione della lancia da giostra, arma d'elezione della cavalleria pesante franco-normanna nel Basso Medioevo, relegò la lancia da cinghiale ad arma per forze di fanteria. Nel frattempo, il crescente ruolo tattico, oltre che simbolico-sacrale, della spada, congiuntamente con le migliorie apportate alla metallurgia europea dal contatto con il bacino orientale del Mediterraneo a causa delle crociate (v. Acciaio Damasco), provocò un'intromissione delle armi manesche a lama lunga nel campo venatorio. Il cacciatore europeo d'alto rango iniziò infatti ad adoperare la propria spada per liquidare il cinghiale una volta che la fiera fosse stata fiaccata ed intrappolata dai cani e dai servi armati di lancia. Il fenomeno era già ricorrente al tempo degli imperatori carolingi, presso i quali la pratica della caccia al cinghiale era considerato utile esercizio per le arti marziali, ma si amplificò enormemente nel corso del Tardo Medioevo, portando allo sviluppo, durante il Rinascimento, della spada da caccia.
Come arma in uso al guerriero appiedato, non solo il semplice fante ma anche, e soprattutto, il cavaliere costretto a terra, la Saufeder, chiamata chiavarina era ancora in uso nel XV secolo. Nel suo Flos duellatorum in armis, sine armis, equester et pedester (ca. 1409-1410) il maestro di scrima Fiore dei Liberi descrive appunto come servirsi della chiavarina per affrontare un avversario montato a cavallo, servendosi sia della punta della lancia che del manico, vibrando pesanti bastonate alla testa del nemico.

## Costruzione
La lancia da cinghiale era per forza di cose un'arma molto robusta:
- La testa metallica era lunga circa 40 cm, a volte anche di più. La lama a losanga veniva collocata sull'asta per mezzo di una gorbia conica o piramidale, dalla quale dipartivano le "ali" (lug). Il peso di questa punta in metallo garantiva all'arma la capacità di penetrazione necessaria a trafiggere la robusta gabbia toracica del cinghiale per il colpo risolutivo al cuore;
- L'asta, destinata non solo a reggere l'urto del colpo ma a sostenere anche la pressione esercitata dall'animale inferocito e dal cacciatore intento a tenerlo bloccato grazie ai lug, era realizzata da un unico pezzo di legno lungo circa 2 metri, in alcuni casi fasciato di cuoio per garantire una presa migliore all'utente.

Durante il Rinascimento, le linee fortemente "geometriche" della lancia da cinghiale vennero ammorbidite secondo il gusto e le evoluzioni belliche dell'epoca. Modelli tardi dell'arma, specialmente se di produzione italiana, presentano quindi lama "a foglia" molto simile a quella della picca e "ali" lunghe e ricurve, simili ai rebbi di una corsesca.